# Albano di Lucania
Albano di Lucania é uma comuna italiana da região da Basilicata, província de Potenza, com cerca de 1.602 habitantes. Estende-se por uma área de 55 km², tendo uma densidade populacional de 29 hab/km². Faz fronteira com Brindisi Montagna, Calciano (MT), Campomaggiore, Castelmezzano, Pietrapertosa, San Chirico Nuovo, Tolve, Tricarico (MT), Trivigno e Vaglio Basilicata.

## Demografia
| Variação demográfica do município entre 1861 e 2011                               |
|                                                                                   |
| Fonte: Istituto Nazionale di Statistica (ISTAT) - Elaboração gráfica da Wikipedia |